# Калмыков, Дмитрий Александрович
Дмитрий Александрович Калмыков (1834—1889) — сенатор, тайный советник.

## Биография
Родился 4 (16) февраля 1834 года.
В 1852 году окончил со степенью кандидата юридический факультет Императорского Санкт-Петербургского университета и до 1866 года служил в Саратовской палате гражданского суда.; с 1 октября 1886 года — товарищ председателя Воронежской палаты гражданского суда. В конце 1867 года стал членом Воронежского окружного суда, с 1872 года — член окружного суда в Екатеринославле, а с 1873 года — в Симферополе (до 1877). В 1879—1883 годах был председателем Департамента судебной палаты Харьковского судебного округа; действительный статский советник с 1 января 1880 года.
27 марта 1885 года был назначен сенатором с производством в тайные советники; присутствовал в Гражданском кассационном департаменте Сената. По приглашению вице-консула Николая Ивановича Юрасова выехал в 1887 году для лечения в Ниццу; жил в туберкулёзном санатории «Русский Дом», где и скончался 25 марта (6 апреля) 1889 года.

## Награды
- орден Св. Владимира 3-й ст. (1883)
- орден Св. Станислава 1-й ст. (1885)
- орден Св. Анны 1-й ст. (1889)

## Семья
В 1869 году женился на дочери гвардии ротмистра Александре Михайловне Черновой.
- Их сын: востоковед Андрей Дмитриевич Калмыков[1] (4.6.1870 — после 1937); был чиновником министерства иностранных дел, консул в г. Смирна; в 1923 году эмигрировал в США.

В семье с большим уважением относились к родовому гербу Черновых с блазоном «В верхней половине щита в правом серебряном поле изображены крестообразно шпага и две стрелы, в левом красном поле серебряный кирас, а в нижней половине в черном поле находится серебряный журавль, держащий в правой лапе камень. Щит увенчан дворянским шлемом и короною с строусовыми перьями, на средине коих изображена золотая воьсмиугольная звезда. Намет на щите золотой и красный подложенный черным и серебром», пожалован императором (12.10.1804) и внесён в 16-ю Часть Сборника дипломных гербов Российского Дворянства, невнесенных в Общий Гербовник.